# Pêro Escobar
Pêro Escobar, eller Pedro Escobar, var en portugisisk lots som var följeslagare på några viktiga upptäcktsresor i slutet av 1400-talet. Den första av dessa var João de Santaréms expedition 1471-1472 under vilken São Tomé, Annobón och Príncipe upptäcktes, liksom guldhandeln i Mina (i dagens Ghana). Därefter tjänstgjorde han vid Diogo Cãos första expedition 1482, till Kongoflodens mynning. Han var därefter lots på karavellen Bérrio vid Vasco da Gamas upptäckt av sjövägen till Indien 1497-1499 och slutligen var han tekniskt ansvarig vid Pedro Álvares Cabrals "upptäckt" av Brasilien år 1500.